# Suka Lali
Suka Lali is een bestuurslaag in het regentschap Musi Banyuasin van de provincie Zuid-Sumatra, Indonesië. Suka Lali telt 667 inwoners (volkstelling 2010).